# Olympische Sommerspiele 1952/Schwimmen
Bei den Olympischen Sommerspielen 1952 in der finnischen Hauptstadt Helsinki wurden im Schwimmen elf Wettbewerbe ausgetragen, davon sechs für Männer und fünf für Frauen. Austragungsort war das Schwimmstadion zu Helsinki.
Unter den Teilnehmern war auch der Italiener Carlo Pedersoli, besser bekannt als Schauspieler Bud Spencer, der bereits in den Vorläufen über 100 m Freistil ausschied.

## Wettbewerbe

### Männer

#### 100 m Freistil
| Platz | Land | Athlet         | Zeit   |
| ----- | ---- | -------------- | ------ |
| 1     | USA  | Clarke Scholes | 57,4 s |
| 2     | JPN  | Hiroshi Suzuki | 57,4 s |
| 3     | SWE  | Göran Larsson  | 58,2 s |

Teilnehmer aus dem deutschsprachigen Raum:
 Michel Currat (VL)

#### 400 m Freistil
| Platz | Land | Athlet           | Zeit       |
| ----- | ---- | ---------------- | ---------- |
| 1     | FRA  | Jean Boiteux     | 4:30,7 min |
| 2     | USA  | Ford Konno       | 4:31,3 min |
| 3     | SWE  | Per-Olof Östrand | 4:35,2 min |

Teilnehmer aus dem deutschsprachigen Raum:
 Peter Steinwender (VL)
 Georg Mascetti (VL)
 Walter Schneider (VL)

#### 1500 m Freistil
| Platz | Land | Athlet          | Zeit        |
| ----- | ---- | --------------- | ----------- |
| 1     | USA  | Ford Konno      | 18:30,3 min |
| 2     | JPN  | Shirō Hashizume | 18:41,4 min |
| 3     | BRA  | Tetsuo Okamoto  | 18:51,3 min |

Teilnehmer aus dem deutschsprachigen Raum:
 Heinz-Günther Lehmann (VL)
 Walter Schneider (VL)

#### 100 m Rücken
| Platz | Land | Athlet            | Zeit       |
| ----- | ---- | ----------------- | ---------- |
| 1     | USA  | Yoshinobu Oyakawa | 1:05,4 min |
| 2     | FRA  | Gilbert Bozon     | 1:06,2 min |
| 3     | USA  | Jack Taylor       | 1:06,5 min |

Teilnehmer aus dem deutschsprachigen Raum:
 Helmut Koppelstätter (VL)
 Hermann Gericke (VL)

#### 200 m Brust
| Platz | Land | Athlet           | Zeit       |
| ----- | ---- | ---------------- | ---------- |
| 1     | AUS  | John Davies      | 2:34,4 min |
| 2     | USA  | Bowen Stassforth | 2:34,7 min |
| 3     | GER  | Herbert Klein    | 2:35,9 min |

Weitere Teilnehmer aus dem deutschsprachigen Raum:
 René Kohn (VL)
 Alfons Oehy (VL)

#### 4 × 200 m Freistil
| Platz | Land | Athleten                                                      | Zeit       |
| ----- | ---- | ------------------------------------------------------------- | ---------- |
| 1     | USA  | Wayne Moore William Woolsey Ford Konno James McLane           | 8:31,1 min |
| 2     | JPN  | Hiroshi Suzuki Yoshihiro Hamaguchi Tōru Gotō Teijirō Tanikawa | 8:33,5 min |
| 3     | FRA  | Joseph Bernardo Aldo Eminente Alexandre Jany Jean Boiteux     | 8:45,9 min |

Keine Teilnehmer aus dem deutschsprachigen Raum.

### Frauen

#### 100 m Freistil
| Platz | Land | Athletin          | Zeit       |
| ----- | ---- | ----------------- | ---------- |
| 1     | HUN  | Katalin Szőke     | 1:06,8 min |
| 2     | NED  | Johanna Termeulen | 1:07,0 min |
| 3     | HUN  | Judit Temes       | 1:07,1 min |

Teilnehmerinnen aus dem deutschsprachigen Raum:
 Elisabeth Rechlin (HF) und Vera Schäferkordt (VL)
 Susy Vaterlaus (VL)

#### 400 m Freistil
| Platz | Land | Athletin        | Zeit       |
| ----- | ---- | --------------- | ---------- |
| 1     | HUN  | Valéria Gyenge  | 5:12,1 min |
| 2     | HUN  | Éva Novák       | 5:13,7 min |
| 3     | USA  | Evelyn Kawamoto | 5:14,6 min |

Teilnehmerinnen aus dem deutschsprachigen Raum:
 Elisabeth Rechlin (VL)

#### 100 m Rücken
| Platz | Land | Athletin        | Zeit       |
| ----- | ---- | --------------- | ---------- |
| 1     | RSA  | Joan Harrison   | 1:14,3 min |
| 2     | NED  | Geertje Wielema | 1:14,5 min |
| 3     | NZL  | Jean Stewart    | 1:15,8 min |

Teilnehmerinnen aus dem deutschsprachigen Raum:
 Erna Herbers (VL) und Gertrud Herrbruck (F)
 Doris Gontersweiler-Vetterli (VL)

#### 200 m Brust
| Platz | Land | Athletin      | Zeit       |
| ----- | ---- | ------------- | ---------- |
| 1     | HUN  | Éva Székely   | 2:51,7 min |
| 2     | HUN  | Éva Novák     | 2:54,4 min |
| 3     | GBR  | Elenor Gordon | 2:57,6 min |

Teilnehmerinnen aus dem deutschsprachigen Raum:
 Ursula Happe (HF)
 Ilse Albert (VL)
 Margrit Knabenhans (VL) und Liselotte Kobi (VL)

#### 4 × 100 m Freistil
| Platz | Land | Athletinnen                                                             | Zeit       |
| ----- | ---- | ----------------------------------------------------------------------- | ---------- |
| 1     | HUN  | Ilona Novák Judit Temes Éva Novák Katalin Szőke                         | 4:24,4 min |
| 2     | NED  | Marie-Louise Linssen Koosje van Voorn Johanna Termeulen Irma Schumacher | 4:29,0 min |
| 3     | USA  | Jacqueline LaVine Mary Louise Stepan Jody Alderson Evelyn Kawamoto      | 4:30,1 min |

Teilnehmerinnen aus dem deutschsprachigen Raum:
 Elisabeth Rechlin, Vera Schäferkordt, Katharine Jansen und Gisela Jacob-Arendt (F)

## Medaillenspiegel
| Rang | Land                   | Gold | Silber | Bronze | Gesamt |
| ---- | ---------------------- | ---- | ------ | ------ | ------ |
| 1    | Vereinigte Staaten     | 4    | 2      | 3      | 9      |
| 2    | Ungarn                 | 4    | 2      | 1      | 7      |
| 3    | Frankreich             | 1    | 1      | 1      | 3      |
| 4    | Australien             | 1    | 0      | 0      | 1      |
| 4    | Südafrikanische Union  | 1    | 0      | 0      | 1      |
| 6    | Japan                  | 0    | 3      | 0      | 3      |
| 6    | Niederlande            | 0    | 3      | 0      | 3      |
| 8    | Schweden               | 0    | 0      | 2      | 2      |
| 9    | Brasilien              | 0    | 0      | 1      | 1      |
| 9    | Vereinigtes Königreich | 0    | 0      | 1      | 1      |
| 9    | Neuseeland             | 0    | 0      | 1      | 1      |
| 9    | BR Deutschland         | 0    | 0      | 1      | 1      |